# Yuri Schukin
Yuri Schukin (Kislovodsk, 26 de Junho de 1979) é um tenista profissional cazaque,  foi N. 119 em simples, e 117 em duplas. 

## ATP Tour Finais

### Duplas: 1 (0–1)
| Legenda                                                         |
| Grand Slam                                                      |
| Tennis Masters Cup / ATP World Tour Finals                      |
| ATP Masters Series / ATP World Tour Masters 1000                |
| ATP International Series Gold / ATP World Tour 500 Series (0-0) |
| ATP International Series / ATP World Tour 250 Series (0-1)      |

| Resultado | N. | Data                | Torneio           | Piso   | Parceiro          | Oponentes                            | Placar           |
| Vice      | 1. | 15 de Junho de 2008 | Varsóvia, Polônia | Saibro | Nikolay Davydenko | Mariusz Fyrstenberg Marcin Matkowski | 6-0, 3-6, [10–4] |